# Cicle del fòsfor
El cicle del fòsfor és el cicle biogeoquímic que descriu el moviment del fòsfor a través de la litosfera, la hidrosfera, la biosfera, i en menor mesura, l'atmosfera. El cicle del fòsfor es diferencia de molts altres cicles biogeoquímics en el fet que l'atmosfera no hi té un paper fonamental, ja que el fòsfor té pocs compostos gasosos destacables (amb l'excepció principal de la fosfina) i poca presència en l'atmosfera a banda del contingut d'aquest element en la pols o els aerosols d'origen marí.
Es pot considerar que el fòsfor circula pel planeta Terra a través de tres tipus de cicles naturals: un cicle inorgànic, geològic, relatiu a l'escorça terrestre i que té una durada de milions d'anys, i dos cicles orgànics: un de terrestre, que circula del sòl a les plantes, de les plantes als animals i dels animals al sòl de nou, i que té una durada aproximada d'un any, i un cicle aquàtic, on el fòsfor circula entre els organismes que habiten les masses d'aigua dolça i salada en tan sols qüestió de setmanes.
S'acostuma a considerar que el fòsfor és el segon nutrient més important per a la vida (després del nitrogen). És essencial per al metabolisme i per a la formació de moltes estructures orgàniques, com els nucleòtids que conformen les molècules d'ADN i ARN, els ossos i dents dels mamífers (fosfat de calci), els exoesquelets dels insectes o les membranes cel·lulars (els fosfolípids), però alhora es tracta d'un recurs finit i un factor limitant. L'activitat humana ha intensificat significativament el cicle natural del fòsfor, a partir de la fertilització agrícola, els detergents o l'activitat industrial relacionada amb l'ús d'àcid fosfòric, entre d'altres. Aquesta alteració genera problemes ambientals greus, tals com l'eutrofització de les masses d'aigua, o desequilibris entre la disponibilitat de fòsfor, carboni i nitrogen.